# Abou Zureiq
Abou Zureiq est un village palestinien qui était situé dans le sous-district de Haïfa à l’époque de la Palestine mandataire.
Il fait partie des centaines de villages palestiniens dépeuplés lors de la première guerre israélo-arabe, les 12 et 13 avril 1948, dans la foulée de la bataille de Mishmar-Haémek (en).
Il était établi dans une zone comportant plusieurs sites archéologiques et bien alimentée en eau, sur le versant occidental de la vallée de Jezréel, au début du plateau de Ménashé. Actuellement, le site est proche de la route 66 israélienne, entre les kibboutz de Mishmar-Haémek et de Hazorea.

## Géographie
Le village d’Abu Zureiq est situé dans les collines dominant au nord la vallée de Jezraël, dans une région appelée Bilad al-Rawha en arabe : le pays parfumé. De nombreuses sources d’approvisionnement en eau ont permis l’installation des humains, dont la source d’Ein Abu Zurayq, le Wadi Abu Zurayq, et un puits. Situé à 24 km d’Haïfa, Abou Zureiq était à une altitude moyenne de 100 m au-dessus de la mer. La plupart des maisons étaient rassemblées en village, mais il y avait aussi un hameau sur la grande route entre Haïfa et Jénine. Les maisons du village d’Abou Zureiq sont réparties en un noyau, le village, et une colline près de la grande route ; la plupart sont construites à distance les unes des autres. Le mode de construction principal est la maçonnerie de pierre, les toits étant construits en terre séchée, en bois ou en paille.
Le territoire d’Abou Zureiq avait une superficie totale de 6493 dounams, la plus grande part étant détenus par des Arabes (4401 dounams) ; le restant des terres était des terres publiques. Sur cette superficie, 4092 dounams étaient cultivés en céréales, 282 étaient des terres irriguées ou des vergers (dont un dounam d’orangers) et 100 dounams d’oliviers ; au total, 2118 dounams étaient classés comme terres non-cultivables.

## Histoire
Un tell recèle un site occupé de l’âge du Bronze aux premiers siècles de la période islamique. Le site préhistorique est situé au sud de la butte, sur la terrasse à l’est du plateau de Ménashé. Au néolithique, un lac recouvrait en partie la vallée de Jezraël. Au nord-ouest du village se trouvent les ruines d’une ferme romaine.

## Fouilles archéologiques
Trois missions de fouilles ont exploré le site. La première, dirigée par Jean Perrot en 1962, a fouillé la zone au sud de la colline d’Abu Shousha. Le rapport final de cette fouille a été publié par Yosef Garfinkel et Zinovi Matskevich en 2002. La deuxième mission, conjointe entre les Italiens du Centro Camuno di Studi Preistorici et les Israéliens de l’université de Tel Aviv et du musée Wilfrid Israel (en). Les fouilles durent de décembre 1970 à avril 1971. La troisième mission, dirigée par Aviram Oshri sous la direction de l’autorité des antiquités d'Israël, a mené une fouille sauvage sur le site après l’installation de lampadaires sur le carrefour de Zariq près du site, ce qui a endommagé les vestiges.

### Préhistoire du site
L’enquête menée par A. Raban durant l’enquête sur Mishmar Haemek (1974-1976) conclut, à partir des découvertes de céramiques, que le site a été occupé continuellement du néolithique à la période ottomane The site is named after a Muslim saint who is buried there.
Les fouilles de Perrot ont mis au jour des silex du paléolithique en très mauvais état. La mission italo-israélienne a permis de dater des silex similaires du paléolithique supérieur ; aucune découverte de l’épipaléolithique n’ayant été faite sur le site, il en est conclu que le site avait été abandonné à cette période et réoccupé seulement au néolithique. Le site témoigne de deux cultures préhistoriques distinctes, une du néolithique moyen (entre le VIIe millénaire av. J.-C. et le VIe millénaire av. J.-C. et l’autre du néolithique tardif commençant au Ve millénaire av. J.-C.. L’occupation du néolithique tardif est identifiée par Garfinkel et Matskevich comme appartenant à la culture de Wadi Rabah (en). Cette période est bien documentée par trois missions de fouilles. À cette occupation succède des occupants du chalcolithique au IVe millénaire av. J.-C. puis de l’âge du bronze

## Histoire moderne

### Empire ottoman
Benvenisti écrit que la tombe d’Abu Zurayq al-Attili, un saint musulman local originaire d’Attil est antérieure au village et donne son nom au site. Selon l’Encyclopédie de la question palestinienne, le nom du village vient de la tribu bédouine des Abu Zurayq, installés ici.
En 1878, Abou Zureiq est enregistré comme une source, pas comme un lieu habité. La première maison construite à About Zureiq date de l’époque de la Première Guerre mondiale. Elle l’est par Samir al-Isa, qui est suivi pour la deuxième maison par Abd al-Karem Abd al-Shitawi.

### Mandat britannique: le village turkmène
La Première Guerre mondiale met fin à l’Empire ottoman ; après une période d’administration militaire, le mandat britannique sur la Palestine commence.
Le village d’Abou Zureiq prend forme à cette époque. Ses habitants sont majoritairement des nomades descendant des turkmènes, bien qu’ils ne parlent qu’arabe au XXe siècle et se considèrent eux-mêmes comme des Arabes. Ils font partie de la communauté turkmène qui vivait dans le Marj Ibn Amir (la vallée de Jezraël) qui se sont sédentarisés dans plusieurs villages, dont Abu Shusha, al-Mansi, Ayn al-Mansi, Khirbat Lid et al-Ghubayya , tous créés à la même époque qu’Abou Zureiq. Les habitants d’Abu Zureiq descendaient principalement du clan des Tawhashe, bien qu’une famille affirme descendre d’Abu Zureiq et qu’une autre revendique des ancêtres juifs. Il y avait aussi quatre familles d’ascendance africaine dont les ancêtres ont pu arriver dans la région avec l’armée égyptienne d’Ibrahim Pacha ou descendre d’esclaves africains. Les Turkmènes avaient des liens de parenté avec les Beni Sakhr (en) de Transjordanie. Tous les habitants étaient sunnites, bien que peu pratiquants.
Au recensement de 1922, la population d’Abu Zureiq était de 301 personnes, dont 142 hommes et 159 femmes, tous musulmans,, population augmentant au recensement de 1931 à 361, tous musulmans.
Pendant la grande révolte des Arabes de Palestine, les habitats d’Abou Zureiq ne participent pas aux combats, et la plupart étaient discrètement opposés à la révolte ; quelques uns sympathisaient avec la rébellion. Le moukhtar, Dahmus, est remplacé en 1937 par Abd al-Khalaq al-Shabash, pro-rébellion.
En 1938, une mosquée, de construction simple, est élevée à About Zureiq. L’imam était un habitant d’Imm al-Zinât ; il a été remplacé par un imam d’Haïfa.
Mi-1937, la population est estimée à 406 musulmans, augmentant à 550 dans les statistiques de Village de 1945.

### Guerre de 1948 et destruction
La population d’Abu Zureik est estimée à 638 personnes en 1948.
Les habitants d’Abou Zureik avaient maintenu des relations cordiales avec les kibboutz juifs voisins, Hazorea, notamment par des relations de coopération économiques, surtout dans l‘agriculture. Un journal syndical juif traduit en arabe était régulièrement distribué au village. En prévision de la première guerre israélo-arabe, des unités du Palmach (le 1er bataillon) s’emparent d’Abu Zureiq, dans le cadre des efforts du Yishouv pour nettoyer la zone autour de Mishmar Haemek des Arabes. Une première incursion juive a lieu le 9 avril, alors que la bataille de Mishmar Haémek durait depuis le 4 avril. L’assaut a lieu le 12 avril 1948. Ils emprisonnent 15 hommes et 200 femmes et enfants, puis ils expulsent toutes les femmes et les enfants. Les destructions des maisons commencent le soir même et s’achèvent le 15 avril,. Le journal Filastin rapporte que sur les 30 maisons détruites, il se trouvait encore des habitants dans 5 d’entre elles ; toujours selon le même journal, les otages (femmes, enfants et vieillards) furent encerclés  par les forces de la Haganah qui ouvrirent le feu sur elles, tuant au moins deux femmes et quatre enfants. Une force d’Arabes a ensuite lancé une contre-attaque, parvenant à libérer les otages et à les mener en sécurité à Jénine.
Selon un récit d’Eliezer Bauer, universitaire né à HaZore'a, les hommes d’Abu Zureiq, qui n’appartenaient à aucune milice palestinienne et n’ont pas résisté à la Haganah, « tentèrent de s’échapper et de se sauver eux-mêmes dans la campagne mais furent arrêtés par les juifs habitants les kibboutz et moshaves voisins. Après un bref combat où de nombreux hommes du village sont tués, quelques survivants se rendent, pendant que des hommes désarmés sont faits prisonniers ; la plupart de ces hommes sont abattus. Les autres hommes trouvés en train de se cacher ont aussi été abattus ; les maisons ont été pillées puis démolies. Le récit des évènements par Bauer a été contesté par les habitants d’Hazorea quand ces évènements ont été condamnés ».
La plupart des personnes qui se sont enfuies d’Abu Zureiq ont fini dans des camps autour de Jénine. Avec les habitants des villages voisins, eux aussi expulsés, ils se sont plaint au Haut Comité arabe, demandant de l’aide humanitaire et que les forces arabes soient envoyées pour les venger et leur permettre de retourner sur leurs terres.

### Période israélienne
Après la guerre de 1948, la zone est annexée par Israël. Aucune colonie juive n’est implantée sur le territoire du village.
En 1992, les terres étaient sous-exploitées. Les terre du village étaient utilisées pour des besoins agricoles. Les cactus, figuiers et oliviers occupaient encore de larges pans des terres du village.
En 1998, le nombre de réfugiés descendant des habitants d’Abu Zureiq expulsés en 1948 est estimé à 3918.